# San Pedro de la Paz
San Pedro de la Paz là một thành phố của Chile. San Pedro de la Paz có diện tích 112,5 km², dân số năm 2002 là 80.447 người.